# Quốc kỳ Tây Ban Nha
Quốc kỳ Tây Ban Nha (tiếng Tây Ban Nha: Bandera de España), còn có tên gọi nữa là "cờ màu vàng", là lá cờ gồm ba dải ngang với các màu đỏ, vàng, đỏ, và ở giữa có hình quốc huy Tây Ban Nha. Dải màu vàng rộng gấp đôi mỗi dải màu đỏ. Màu đỏ tượng trưng cho máu, cho lòng yêu nước. Màu vàng tượng trưng cho sự phồn vinh. Vị trí của quốc huy là chính giữa dải vàng xét theo chiều từ trên xuống, nhưng ở vị trí cách lề trái cờ một khoảng bằng một phần ba chiều dài cờ.
Lá cờ này được hiến pháp Tây Ban Nha năm 1978 quyết định là quốc kỳ. Tuy nhiên, mới đầu, hình quốc huy có khác hình quốc huy hiện nay. Hình quốc huy hiện nay được thay thế vào lá cờ từ năm 1981.

## Lịch sử

(1492–1701)
(1701–1760)
(1760–1785)
(1785–1873)
(1873–1874)
(1874–1931)
(1931–1936)
(1936–1938)
(1938–1945)
(1945–1977)
(1977–1981)
(1981–nay)